# Susan älskar alla
Susan älskar alla (engelska: Susan and God) är en amerikansk dramakomedifilm från 1940 i regi av George Cukor. Filmen är baserad på Rachel Crothers pjäs Susan and God från 1937. I huvudrollerna ses Joan Crawford och Fredric March. Bland övriga roller märks Rita Hayworth och Nigel Bruce. 

## Rollista i urval
- Joan Crawford - Susan Trexel
- Fredric March - Barrie Trexel
- Ruth Hussey - Charlotte
- John Carroll - Clyde Rochester
- Rita Hayworth - Leonora
- Nigel Bruce - "Hutchie"
- Bruce Cabot - Michael
- Rose Hobart - Irene Burroughs
- Constance Collier - Lady Millicent Wigstaff
- Rita Quigley - Blossom Trexel
- Gloria DeHaven - Enid
- Richard Crane - Bob
- Norma Mitchell - Hazel Paige
- Marjorie Main - Mary Maloney
- Aldrich Bowker - Patrick Maloney